# Riko Sakurai
Riko Sakurai (jap. 櫻井 莉子 Sakurai Riko; geb. am 26. November 2003) ist eine japanische Skispringerin.

## Werdegang
Sakurai trat international erstmals bei den Junioren-Weltmeisterschaften 2020 und 2021 in Erscheinung. Im Grand-Prix 2022 nahm sie an drei Einzelwettbewerben teil und sprang jedes Mal in die Punkte. Am 27. August 2022 absolvierte die Japanerin auch ihre ersten beiden Wettkämpfe im FIS Cup und erreichte einen zweiten Rang.
Sie ist nicht mit der Sängerin Sakurai Rico (* 2002) identisch.

## Statistik

### Grand-Prix-Platzierungen
| Saison | Platz | Punkte |
| ------ | ----- | ------ |
| 2022   | 042.  | 023    |